# Кина
Кина́ (каз. Қына) — село у складі Аккольського району Акмолинської області Казахстану. Адміністративний центр Карасайського сільського округу.
Населення — 591 особа (2021; 859 у 2009, 1266 у 1999, 1667 у 1989).
Національний склад станом на 1989 рік:
- казахи — 46 %
- росіяни — 30 %.

До 2009 року село називалось Іскра.